# جون بوكانان (لاعب كرة قدم)
جون بوكانان (بالإنجليزية: John Buchanan)‏ (9 يونيو 1928 في المملكة المتحدة - 1 ديسمبر 2000 في المملكة المتحدة) هو لاعب كرة قدم بريطاني في مركز الهجوم. شارك مع منتخب اسكتلندا الثانوي لكرة القدم ‏. أما مع النوادي، فقد لعب مع ديربي كاونتي ونادي كلايد ونادي برادفورد بارك أفنيو.

## وصلات خارجية
- جون بوكانان (لاعب كرة قدم) على موقع قاعدة بيانات كرة القدم.إي يو (الإنجليزية)